# 나카타 유다이
나카타 유다이(일본어: 中田 湧大, 2003년 1월 21일~)는 일본의 축구 선수이다.

## 구단 경력
그는 2021년 J2리그의 더스파구사쓰 군마에 입단했다. 2022년 일본 풋볼 리그의 FC 티아모 히라카타로 임대 이적했다. 2023년 더스파구사쓰 군마로 복귀했다. 2024년 FC 티아모 히라카타로 이적했다. 2024년후 현역 은퇴.